# Friedemann Witecka
 ' Friedemann Witecka ' (31 de agosto de 1951 (73 años) Friburgo de Brisgovia) es un guitarrista alemán , multiinstrumentista, compositor y productor musical

## Vida y obra
Friedemann hizo sus primeras apariciones en radio y televisión en su ciudad natal entre 1967 y 1970. En 1979 lanzó su primer álbum llamado The Beginning of Hope, en el que participaron músicos como Wolfgang Dauner, Lenny MacDowell, Thomas Heidepriem y la cantante Anne Haigis .
Sus álbumes Indian Summer (1987) y Aquamarine (1990) llegaron a al medio millón de ventas y también tuvieron éxito en los Estados Unidos. Con alrededor de 550.000 discos vendidos, fue considerado como uno de los músicos más exitosos de su género.
La calidad acústica de sus discos (CD y SACD) se utiliza a menudo para pruebas de ingeniería de sonido. En 1997 los lectores de la revista Audio eligieron el disco Aquamarine (1990) como el "mejor CD audiófilo de todos los tiempos". Recibió el premio German Jazz Award por su álbum The Concert (2012) por más de 10.000 copias vendidas.
Mediante su sello discográfico Biber Records ha publicado (además de sus propias obras) la música de varios artistas, entre los que se encuentran: Bonnie Dobson, Grant Geissman, Ralf Illenberger, Rüdiger Oppermann, Thomas Rabenschlag, Budi Siebert, Christoph Stiefel and Klaus Weiland. Su estilo musical está orientado principalmente al instrumental acústico y a estilos de fusión y "New Age".